# Géographie et Cultures
Géographie et Cultures est une revue trimestrielle française. Cette revue scientifique de géographie, créée en 1992 par Paul Claval, est publiée par l'Association éponyme et par les Éditions L'Harmattan, avec le concours du CNRS. Elle est indexée dans les banques de données Pascal-Francis, GeoAbstract et Sociological Abstract.
Lancée par Paul Claval pour faire prendre le « tournant culturel » à la géographie française, la revue Géographie et Cultures a connu plusieurs orientations rédactionnelles pour finalement devenir une revue thématique : à partir du 25e numéro, chaque livre dispose d'une idée, d'un sujet principal qui devient le moteur de la revue. Chacun y écrit alors un article en rapport avec ce sujet (par exemple, sur les musiques noires, sur la réflexivité en géographie, sur la sexualité et l'espace public, etc.). Dès 1992, l'éditeur a fixé le nombre de pages par numéro à 142, et le nombre de contributeurs à 7, soit 7 articles par nouveau numéro. Finalement, « si [la revue] Géographie et cultures n’est pas totalement une revue du tournant culturel, elle est certainement un produit du tournant culturel » et « s'affiche aujourd'hui davantage comme une revue d'analyse culturelle et sociale. »

## Équipe
- Co-directeurs de publication (2019) : Fabrizio Maccaglia et Hovig Ter Minassian
- Membres du comité de rédaction (actuels ou passés) : Francine Barthe, Louis Dupont, Augustin Berque, Paul Claval, Béatrice Collignon, Jean-Robert Pitte, Yann Calbérac, Myriam Houssay-Holzschuch (également membre du comité scientifique entre 2009 et 2016)[2]…